# Marco Bueno
Pour les articles homonymes, voir Bueno et Ontiveros.
Marco Antonio Bueno Ontiveros, né le 31 mars 1994 à Culiacán, est un footballeur international mexicain qui joue au poste de milieu de terrain à l'Oriente Petrolero.

## Carrière

### En sélection
En 2015, il participe au Festival international espoirs – Tournoi Maurice-Revello avec le Mexique, qui se déroule en Provence-Alpes-Côte d'Azur. Le Mexique termine cinquième du tournoi.

## Palmarès

### En équipe nationale
- Équipe du Mexique des moins de 17 ans
  - Vainqueur de la Coupe du monde de football des moins de 17 ans en 2011